# Placer
Placer (Bayan ng Placer) är en kommun i Filippinerna. Kommunen tillhör provinsen Masbate och ligger på ön med samma namn. Folkmängden uppgår till 55 826 invånare år 2015.

## Barangayer
Placer är indelat i 35 barangayer.
| - Aguada - Ban-Ao - Burabod - Cabangcalan - Calumpang - Camayabsan - Daanlungsod - Dangpanan - Daraga - Guin-Awayan - Guinhan-Ayan - Katipunan | - Libas - Locso-An - Luna - Mahayag - Mahayahay - Manlut-Od - Matagantang - Naboctot - Nagarao - Nainday - Naocondiot - Pasiagon | - Pili - Poblacion - Puro - Quibrada - San Marcos - Santa Cruz - Taboc - Tan-Awan - Taverna - Tubod - Villa Inocencio |